# Ferdinand Hendrik Warnaars

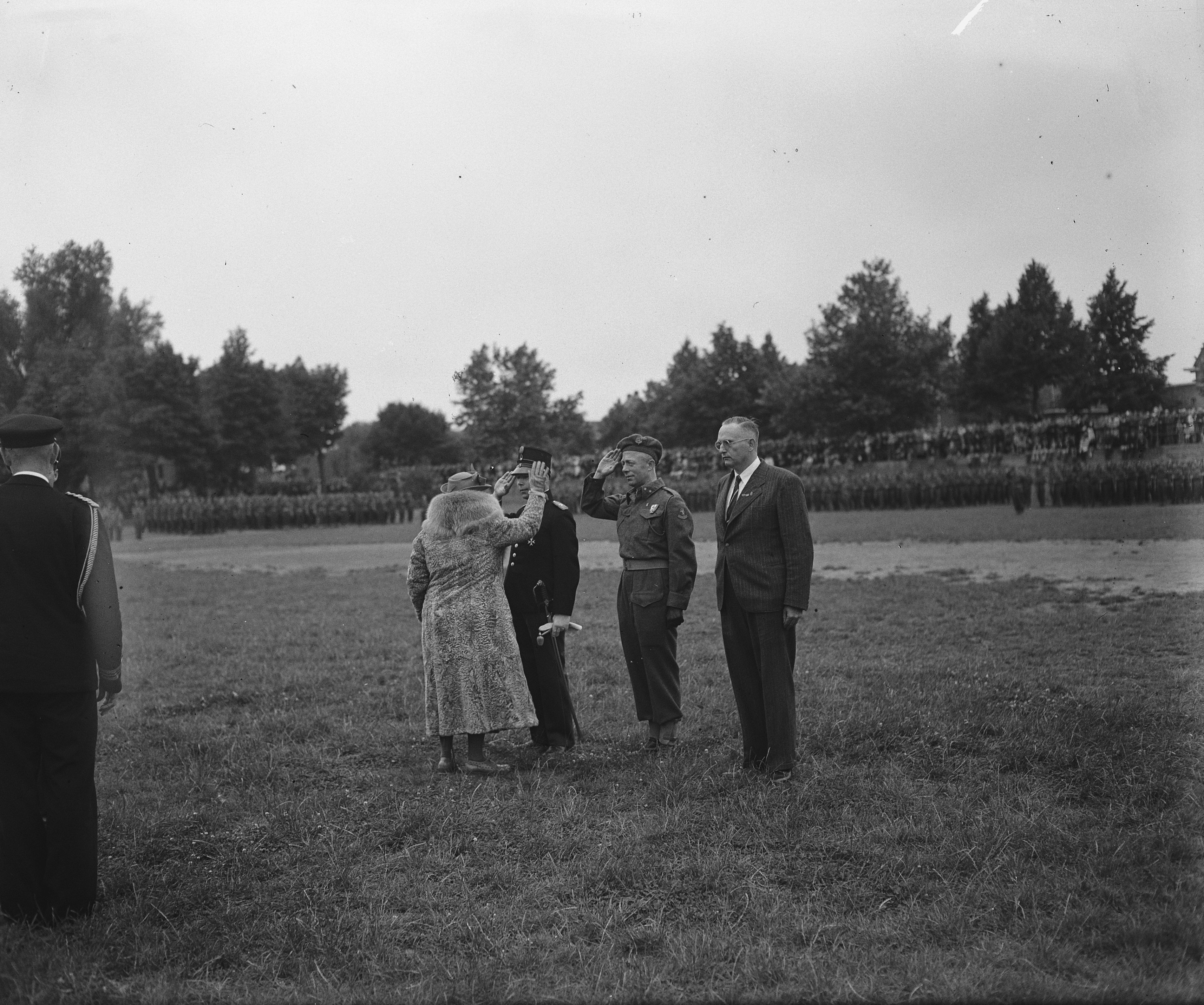
De luitenants F.H. Warnaars en H.J. Mulder, alsmede de heer Johannes van Dulst werden, op 2 augustus 1946, door de Koningin tot Ridder in de Militaire Willemsorde geslagen.

Ferdinand Hendrik Warnaars (Amsterdam, 19 oktober 1901 - Maarn, 13 maart 1977) was een Nederlands Bouwkundig ingenieur en beroepsmilitair.
Warnaars werd opgeleid op de School voor Verlofsofficieren in Kampen en werd reserve-luitenant Infanterie in december 1926. In 1932 kwam hij bij het Regiment Grenadiers. In 1960 werd hij bevorderd tot reserve luitenant-kolonel voor speciale diensten. Op 15 februari 1967 werd hij eervol uit de dienst ontslagen.

## Onderscheiding
- Militaire Willems-Orde (RMWO.4), KB nr 6 dd 19 juli 1946,[2] wegens: "Heeft zich in de strijd door het bedrijven van uitstekende daden van moed, beleid en trouw onderscheiden door op 10 mei 1940, niettegenstaande nagenoeg de geheele bezetting van het vliegveld Ypenburg  zich reeds voor de Duitschers had teruggetrokken of zich aan hen had overgegeven, gedurende den geheelen dag met een sectie zware mitrailleurs, welke niet onder zijn rechtstreeks bevel stond en nadat hij deze door beleidvol ingrijpen in de hand had gekregen, op het vliegveld stand te houden.
Ondanks herhaalde zware luchtbombardementen en aanvallen van gelande vijandelijke troepen geruimen tijd alleen de verdediging gevoerd en hierbij den vijand ernstige verliezen toegebracht. Gedurende hevige bombardementen door vijandige vliegtuigen en beschieting door laagvliegende jachtvliegtuigen zich herhaaldelijk bewogen tusschen de onder zijn commando staande opstellingen. Voorts heeft hij een sommatie tot overgave met het pistool in de hand geweigerd."[5]